# ホセ・カルドナ
ホセ・エンリケ・グティエレス・カルドナ（José Enrique Gutiérrez Cardona、1939年2月27日 - 2013年1月30日）は、ホンジュラス・ラ・リマ出身の元サッカー選手。ポジションはFW。

## クラブ経歴
1958年にエルチェCFへ加入すると、この1958-59シーズンにセグンダ・ディビシオンではあったが、リーグ戦25試合で24ゴールを挙げ、クラブをプリメーラ・ディビシオン昇格へと導いた。しかし、プリメーラでは1961-62シーズンに11得点を記録したシーズン以外は2桁得点を決めることができず、1964年にアトレティコ・マドリードへと移籍した。アトレティコでは、1964-65シーズンにプリメーラ優勝、翌シーズンにコパ・デル・ヘネラリシモ優勝を果たすが、いずれのシーズンも控え選手としての在籍だった。

## タイトル

### クラブ
エルチェCF
- セグンダ・ディビシオン : 1回 (1958-59)

アトレティコ・マドリード
- ラ・リーガ : 1回 (1964-65)
- コパ・デル・ヘネラリシモ : 1回 (1964-65)